# Commune rurale de Naantali
La commune rurale de Naantali (finnois : Naantalin maalaiskunta, abrév. finnois : Naantalin mlk, est une ancienne municipalité du sud ouest de la Finlande.
La commune rurale de Naantali fait aujourd'hui partie de la municipalité de Naantali. 

## Histoire
En 1964, la ville de Naantali et la communauté rurale de Naantali, qui souffrait de difficultés économiques, d'une population et d'une superficie considérablement plus faibles que la ville, ont fusionné pour former la ville nouvelle de Naantali.
Au 1er janvier 1963, la superficie de la commune rurale de Naantali était de 45,8 km2.
Et au 31 décembre 1963 elle comptait 3 139 habitants.